# المپیک تابستانی ۱۹۹۶
المپیک تابستانی ۱۹۹۶ (در انگلیسی: Games of the XXVI Olympiad) که به‌طور رسمی با نام «بازی‌های المپیاد بیست و ششم» شناخته می‌شود، از ۱۹ ژوئیه تا ۹ اوت ۱۹۹۶ میلادی در شهر آتلانتا، جورجیا در کشور ایالات متحده آمریکا و با حضور ۱۰٬۳۲۰ ورزشکار زن و مرد از ۱۹۷ کشور جهان و در ۲۶ رشته ورزشی برگزار شد.

## انتخاب میزبان

### کاندیداها
1. منچستر-بریتانیا
2. بلگراد-جمهوری فدرال سوسیالیستی یوگسلاوی
3. آتن -یونان{برای دومین بار}(صد سالگی المپیک)
4. آتلانتا-ایالات متحده آمریکا
5. تورنتو-کانادا
6. ملبورن-استرالیا{برای دومین بار}

- انتخاب: آتلانتا
- محل رای‌گیری: توکیو-امپراتوری ژاپن

| نتایج انتخاب میزبان بازی‌های المپیک تابستانی ۱۹۹۶ | نتایج انتخاب میزبان بازی‌های المپیک تابستانی ۱۹۹۶ | نتایج انتخاب میزبان بازی‌های المپیک تابستانی ۱۹۹۶ | نتایج انتخاب میزبان بازی‌های المپیک تابستانی ۱۹۹۶ | نتایج انتخاب میزبان بازی‌های المپیک تابستانی ۱۹۹۶ | نتایج انتخاب میزبان بازی‌های المپیک تابستانی ۱۹۹۶ | نتایج انتخاب میزبان بازی‌های المپیک تابستانی ۱۹۹۶ |
| ------------------------------------------------ | ------------------------------------------------ | ------------------------------------------------ | ------------------------------------------------ | ------------------------------------------------ | ------------------------------------------------ | ------------------------------------------------ |
| شهر                                              | کشور                                             | مرحله ۱                                          | مرحله ۲                                          | مرحله ۳                                          | مرحله ۴                                          | مرحله ۵                                          |
| آتلانتا                                          | ایالات متحده آمریکا                              | ۱۹                                               | ۲۰                                               | ۲۶                                               | ۳۴                                               | ۵۱                                               |
| آتن                                              | یونان                                            | ۲۳                                               | ۲۳                                               | ۲۶                                               | ۳۰                                               | ۳۵                                               |
| تورنتو                                           | کانادا                                           | ۱۴                                               | ۱۷                                               | ۱۸                                               | ۲۲                                               | —                                                |
| ملبورن                                           | استرالیا                                         | ۱۲                                               | ۲۱                                               | ۱۶                                               | —                                                | —                                                |
| منچستر                                           | بریتانیای کبیر                                   | ۱۱                                               | ۵                                                | —                                                | —                                                | —                                                |
| بلگراد                                           | جمهوری فدرال یوگسلاوی                            | ۷                                                | —                                                | —                                                | —                                                | —                                                |

## ورزش‌ها
| - ورزش‌های آبی - شیرجه (۴) - شنا (۳۲) - شنای موزون (۱) - واترپلو (۱) - تیراندازی با کمان (۴) - دو و میدانی (۴۴) - بدمینتون (۵) - بیسبال (۱) - بسکتبال (۲) - بوکس (۱۲) | - کانو و کایاک - اسپرینت (۱۲) - اسلالوم (۴) - دوچرخه‌سواری - جاده (۴) - پیست (۸) - کوهستان (۲) - سوارکاری - درساژ (۲) - اونتینگ (۲) - پرش (۲) | - شمشیربازی (۱۰) - هاکی روی چمن (۲) - فوتبال (۲) - ژیمناستیک - هنری (۱۴) - ریتمیک (۲) - هندبال (۲) - جودو (۱۴) - پنج‌گانه مدرن (۱) - روئینگ (۱۴) - قایقرانی بادبانی (۱۰) | - تیراندازی (۱۵) - سافتبال (۱) - تنیس روی میز (۴) - تنیس (۴) - والیبال - والیبال سالنی (۲) - والیبال ساحلی (۲) - وزنه‌برداری (۱۰) - کشتی - آزاد (۱۰) - فرنگی (۱۰) |

## کشورهای شرکت کننده
| - افغانستان (۱) - آلبانی (۷) - الجزایر (۴۵) - ساموآی آمریکا (۷) - آندورا (۸) - آنگولا (۲۸) - آنتیگوآ و باربودا (۱۳) - آرژانتین (۱۷۸) - ارمنستان (۳۲) - آروبا (۳) - استرالیا (۴۲۴) - اتریش (۷۲) - جمهوری آذربایجان (۲۳) - باهاما (۲۶) - بحرین (۵) - بنگلادش (۴) - باربادوس (۱۳) - بلاروس (۱۵۷) - بلژیک (۶۱) - بلیز (۵) - بنین (۵) - برمودا (۹) - بوتان (۲) - بولیوی (۸) - بوسنی و هرزگوین (۹) - بوتسوانا (۷) - برزیل (۲۲۵) - جزایر ویرجین بریتانیا (۷) - برونئی (۱) - بلغارستان (۱۱۰) - بورکینافاسو (۵) - بوروندی (۷) - کامبوج (۵) - کامرون (۱۵) - کانادا (۳۰۳) - کیپ ورد (۴) - جزایر کیمن (۹) - جمهوری آفریقای مرکزی (۵) - چاد (۴) - شیلی (۲۱) - چین (۲۹۴) - کلمبیا (۴۸) - کومور (۴) - جمهوری کنگو (۵) - جزایر کوک (۳) - کاستاریکا (۱۱) - کرواسی (۸۴) - کوبا (۱۶۴) - قبرس (۱۷) - جمهوری چک (۱۱۵) - دانمارک (۱۱۹) - جیبوتی (۵) - دومینیکا (۶) - جمهوری دومینیکن (۱۶) - اکوادور (۱۹) - مصر (۲۹) - السالوادور (۷) - گینه استوایی (۵) - استونی (۴۳) - اتیوپی (۱۸) - فیجی (۱۷) - فنلاند (۷۶) - فرانسه (۲۹۹) - گابن (۷) - گامبیا (۹) - گرجستان (۳۴) - آلمان (۴۶۵) - غنا (۳۵) - بریتانیای کبیر (۳۰۰) - یونان (۱۲۱) - گرنادا (۵) - گوآم (۸) - گواتمالا (۲۶) - گینه (۵) - گینه بیسائو (۳) - گویان (۷) - هائیتی (۷) - هندوراس (۷) - هنگ کنگ (۲۳) - مجارستان (۲۱۴) - ایسلند (۹) - هند (۴۹) - اندونزی (۴۰) - ایران (۱۸) - عراق (۳) - ایرلند (۷۸) - اسرائیل (۲۵) - ایتالیا (۳۴۶) - ساحل عاج (۱۱) - جامائیکا (۴۵) - ژاپن (۳۰۶) - اردن (۵) - قزاقستان (۹۶) - کنیا (۵۲) - کره شمالی (۲۴) - کره جنوبی (۳۰۰) - کویت (۲۵) - قرقیزستان (۳۳) - لائوس (۵) - لتونی (۴۸) - لبنان (۱) - لسوتو (۹) - لیبریا (۵) - لیبی (۵) - لیختن‌اشتاین (۲) - لیتوانی (۶۱) - لوکزامبورگ (۶) - مقدونیه (۱۱) - ماداگاسکار (۱۱) - مالاوی (۲) - مالزی (۳۵) - مالدیو (۶) - مالی (۳) - مالت (۷) - موریتانی (۴) - موریس (۲۶) - مکزیک (۹۷) - مولداوی (۴۰) - موناکو (۳) - مغولستان (۱۶) - مراکش (۳۴) - موزامبیک (۳) - میانمار (۳) - نامیبیا (۸) - نائورو (۳) - نپال (۶) - هلند (۲۳۵) - آنتیل هلند (۶) - نیوزیلند (۹۷) - نیکاراگوئه (۲۶) - نیجر (۳) - نیجریه (۶۵) - نروژ (۹۸) - عمان (۴) - پاکستان (۲۴) - فلسطین (۲) - پاناما (۷) - پاپوآ گینه نو (۱۱) - پاراگوئه (۷) - پرو (۲۹) - فیلیپین (۱۲) - لهستان (۱۶۵) - پرتغال (۱۰۶) - پورتوریکو (۶۹) - قطر (۱۲) - رومانی (۱۶۵) - روسیه (۳۹۰) - رواندا (۴) - سنت کیتس و نویس (۱۰) - سنت لوسیا (۶) - سنت وینسنت و گرنادین‌ها (۸) - سان مارینو (۱) - سائوتومه و پرنسیپ (۲) - عربستان سعودی (۲۹) - سنگال (۱۱) - سیشل (۹) - سیرالئون (۱۴) - سنگاپور (۱۴) - اسلواکی (۷۱) - اسلوونی (۳۷) - جزایر سلیمان (۱) - سومالی (۴) - آفریقای جنوبی (۸۴) - اسپانیا (۲۹۴) - سری‌لانکا (۹) - سودان (۴) - سورینام (۷) - سوازیلند (۶) - سوئد (۱۷۷) - سوئیس (۱۱۴) - سوریه (۷) - چین تایپه (۷۴) - تاجیکستان (۸) - تانزانیا (۷) - تایلند (۳۷) - توگو (۵) - تونگا (۵) - ترینیداد و توباگو (۱۲) - تونس (۵۱) - ترکیه (۵۳) - ترکمنستان (۷) - اوگاندا (۱۰) - اوکراین (۲۳۱) - امارات متحده عربی (۴) - ایالات متحده آمریکا (۶۴۶) (میزبان) - اروگوئه (۱۴) - ازبکستان (۷۱) - وانواتو (۴) - ونزوئلا (۳۹) - ویتنام (۶) - جزایر ویرجین (۱۲) - ساموآ (۵) - یمن (۴) - یوگسلاوی (۶۸) - زئیر (۱۴) - زامبیا (۸) - زیمبابوه (۱۳) |

## جدول مدال‌ها
جدول مدال‌های ۱۰ تیم برتر بازی‌های المپیک تابستانی ۱۹۹۶
| رتبه | کشور                         | طلا | نقره | برنز | مجموع |
| ۱    | ایالات متحده آمریکا (میزبان) | ۴۴  | ۳۲   | ۲۵   | ۱۰۱   |
| ۲    | روسیه                        | ۲۶  | ۲۱   | ۱۶   | ۶۳    |
| ۳    | آلمان                        | ۲۰  | ۱۸   | ۲۷   | ۶۵    |
| ۴    | چین                          | ۱۶  | ۲۲   | ۱۲   | ۵۰    |
| ۵    | فرانسه                       | ۱۵  | ۷    | ۱۵   | ۳۷    |
| ۶    | ایتالیا                      | ۱۳  | ۱۰   | ۱۲   | ۳۵    |
| ۸    | استرالیا                     | ۹   | ۹    | ۲۳   | ۴۱    |
| ۸    | کوبا                         | ۹   | ۸    | ۸    | ۲۵    |
| ۹    | اوکراین                      | ۹   | ۲    | ۱۲   | ۲۳    |
| ۱۰   | کره جنوبی                    | ۷   | ۱۵   | ۵    | ۲۷    |